# Tân Châu (huyện)
Tân Châu là một huyện nằm ở phía đông bắc tỉnh Tây Ninh, Việt Nam.

## Địa lý
Huyện Tân Châu nằm ở phía đông bắc của tỉnh Tây Ninh, có vị trí địa lý:
- Phía đông giáp huyện Lộc Ninh và huyện Hớn Quản, tỉnh Bình Phước và huyện Dầu Tiếng, tỉnh Bình Dương
- Phía tây giáp huyện Tân Biên
- Phía nam giáp thành phố Tây Ninh và huyện Dương Minh Châu
- Phía bắc giáp Vương quốc Campuchia với đường biên giới dài khoảng 47,5 km.

Huyện Tân Châu có diện tích 1.103,20 km², dân số năm 2019 là 134.743 người, mật độ dân số đạt 122 người/km².
Đây là huyện có diện tích tự nhiên lớn nhất tỉnh, với tổng diện tích là 1.113,20 km² (chiếm 1/4 diện tích tự nhiên toàn tỉnh). Thổ nhưỡng trong huyện chủ yếu là đất xám trên phù sa cổ. Đặc điểm của loại đất này là thành phần cơ giới nhẹ, dễ thoát nước, mức độ giữ nước và chất dinh dưỡng kém, dễ xói mòn, rửa trôi. Tuy nhiên, đây lại là loại đất phù hợp với cây cao su, cây mía, cây khoai mì nên được trồng phổ biến ở Tân Châu.
Tân Châu có khí hậu đặc trưng của khí hậu vùng Nam Bộ: không có mùa đông lạnh, có mùa mưa và mùa khô rõ rệt. Nền nhiệt độ ở đây nói riêng và toàn tỉnh khá cao, nhiệt độ trung bình khoảng 27 °C,biên độ dao động nhiệt thấp (3,9 °C), lượng bức xạ dồi dào.
Độ cao toàn huyện đạt từ 30m tại thị trấn Tân Châu đến 115m tại ngã 3 Bổ Túc. Địa hình mang đặc trưng của thềm phù sa cổ chuyển tiếp, gợn sóng yếu và đồi thấp chiếm phần lớn diện tích.
Sông Sài Gòn chảy dọc ở phía Đông huyện. Đây cũng là ranh giới tự nhiên của tỉnh Tây Ninh với tỉnh Bình Dương và Bình Phước. Ngoài ra, còn có suối Ngô, suối Dây là phụ lưu, cung cấp nước cho sông Sài Gòn.
Tân Châu có nhiều loại đá có thể làm vật liệu xây dựng: đá vôi tập trung ở phía bắc Sóc Con Trăn, Suối Ben xã Tân Hòa; letarit phân bố tại Xatarao, suối Ngô; cao lanh có ở Suối Ngô,...

## Hành chính
Huyện Tân Châu có 12 đơn vị hành chính cấp xã trực thuộc, bao gồm thị trấn Tân Châu (huyện lỵ) và 11 xã: Suối Dây, Suối Ngô, Tân Đông, Tân Hà, Tân Hiệp, Tân Hòa, Tân Hội, Tân Hưng, Tân Phú, Tân Thành, Thạnh Đông. Huyện cũng được phân chia thành 76 ấp và khu phố.

## Lịch sử
Tên gọi của huyện Tân Châu được ghép từ chữ Tân của huyện Tân Biên và chữ Châu của huyện Dương Minh Châu.
Ngày 13 tháng 5 năm 1989, Hội đồng Bộ trưởng ban hành Quyết định 48-HĐBT. Theo đó:
- Thành lập huyện Tân Châu trên cơ sở tách 8 xã: Tân Đông, Tân Hiệp, Tân Hội, Tân Hưng, Tân Phú, Tân Thạnh, Thạnh Đông, Thạnh Nghĩa của huyện Tân Biên và  8.280 ha diện tích tự nhiên, 8.824 nhân khẩu của 2 vùng kinh tế mới: Tân Thành (6.580 ha diện tích tự nhiên với 4.247 nhân khẩu), Suối Dây (1.700 ha diện tích tự nhiên và 4.577 nhân khẩu) của huyện Dương Minh Châu;
- Chia xã Tân Đông thành 2 xã: Tân Đông và Suối Ngô. Cụ thể:
  - Xã Tân Đông (mới) có 19.740 hécta diện tích tự nhiên và 4.612 nhân khẩu.
  - Xã Suối Ngô có 34.992 hécta diện tích tự nhiên và 1.381 nhân khẩu.
- Thành lập 2 xã: Tân Thành và Suối Dây trên cơ sở 2 vùng kinh tế mới. Cụ thể:

Sau khi thành lập, huyện Tân Châu có 95.118 ha diện tích tự nhiên và 46.131 người, gồm 11 xã: Suối Dây, Suối Ngô, Tân Đông, Tân Hiệp, Tân Hội, Tân Hưng, Tân Phú, Tân Thành, Tân Thạnh, Thạnh Đông và Thạnh Nghĩa.
Năm 1991, chuyển xã Tân Thạnh thành thị trấn Tân Châu (thị trấn huyện lỵ huyện Tân Châu) và sáp nhập xã Thạnh Nghĩa vào xã Thạnh Đông.
Năm 1991, Ban Tổ chức Chính Phủ ban hành Quyết định số 285-TCCP. Theo đó:
- Thành lập thị trấn Tân Châu (thị trấn huyện lỵ của huyện Tân Châu) trên cơ sở một phần diện tích, dân số của ấp Thạnh Hiệp, xã Thạnh Đông và toàn bộ diện tích, dân số của xã Tân Thạnh;

Ngày 28 tháng 5 năm 1994, Chính phủ ban hành Nghị định số 43-CP. Theo đó: 
- Tách ấp Đông Hà thuộc xã Tân Đông để thành lập xã Tân Hà với 6.700 hecta diện tích tự nhiên và 3.015 nhân khẩu.
- Tách các ấp 3, 4, 5 thuộc xã Suối Ngô để thành lập xã Tân Hoà với 17.708 hécta diện tích tự nhiên với 3.010 nhân khẩu.

Ngày 12 tháng 1 năm 2004, huyện tiếp nhận thêm một phần diện tích và dân số của xã Suối Đá, huyện Dương Minh Châu chuyển sang.
Sau khi điều chỉnh địa giới hành chính, huyện Tân Châu có 111.112 ha diện tích tự nhiên và 101.915 người.

## Kinh tế
Trồng chủ yếu là cây cao su, ngoài ra còn có mía, khoai mì. Nhà máy đường Nước Trong thuộc loại lớn của tỉnh, sản xuất đường từ khoảng 1000 tấn mía cây. Huyện Tân Châu có tiềm năng rất lớn cho việc phát triển rừng và sản phẩm lâm nghiệp.